# 킴 필즈
킴 필즈(Kim Fields, 1969년 5월 12일 ~ )는 미국의 배우, 가수, 감독이다.

## 작품 목록

### 영화 출연
- 더 컴백 키드 (1980, The Comeback Kid)
- A Question of Faith (2017)

### 텔레비전 출연
- 뿌리: 그 다음 세대 (1979)
- 신나는 개구쟁이 (1979-81)
- 더 프레시 프린스 오브 벨 에어 (1993)
- Living Single (1993)
- One on One (2004)
- 코브라 카이 (2019)

### 텔레비전 연출
- Tyler Perry's House of Payne (2007-22)
- Let's Stay Together (2011)